# Eusterinx obscurella
Eusterinx obscurella är en stekelart som beskrevs av Förster 1871. Eusterinx obscurella ingår i släktet Eusterinx och familjen brokparasitsteklar. Inga underarter finns listade i Catalogue of Life.